# Cottonwood Creek (Sacramento River)

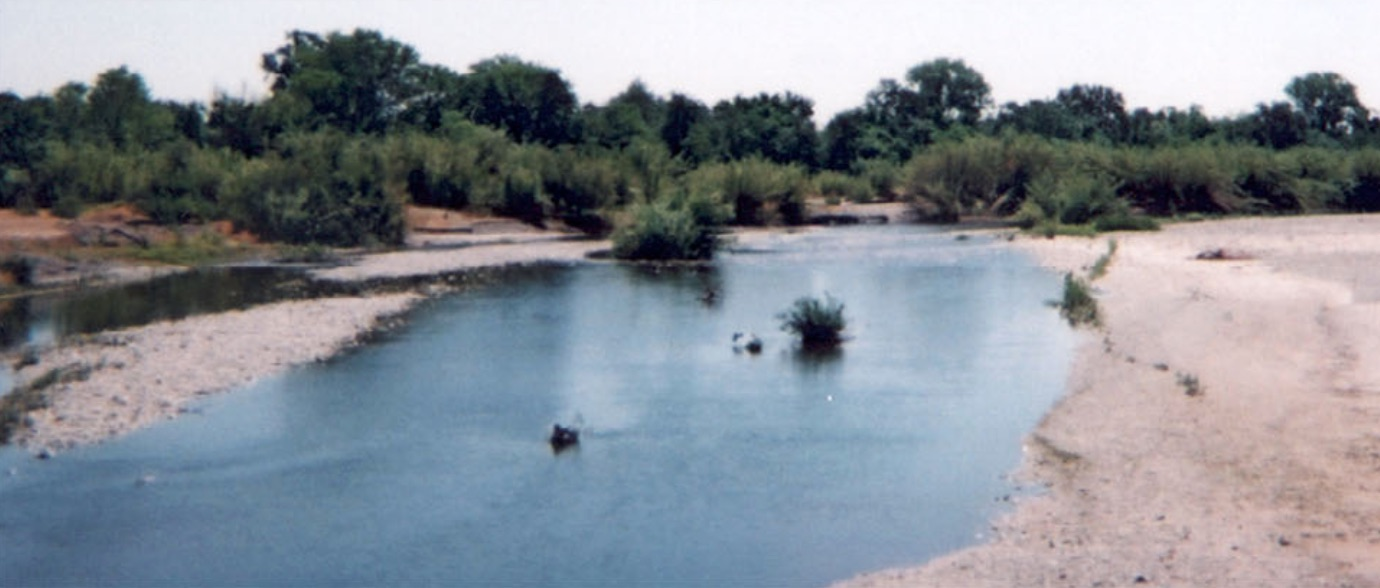
Cottonwood Creek

Der Cottonwood Creek ist der größte nichteingedämmte Zufluss des Sacramento River. Der etwa 72 km (45 Meilen) lange Fluss in Kalifornien ist der Grenzfluss zwischen dem Shasta County im Norden und dem Tehama County im Süden.
Der Cottonwood Creek entspringt in den Klamath Mountains und dem Küstengebirge Kaliforniens und fließt nach Osten, um bei Cottonwood in den Sacramento River zu münden. Der Fluss überwindet hierbei einen Höhenunterschied von ca. 2400 m (7800 Fuß) am Ursprung zu 46 m (150 Fuß) an der Mündung in den Sacramento River. Der Fluss durchfließt auf seinem Weg Wald-, Gras- und landwirtschaftlich genutztes Land. Am Cottonwood Creek liegen die kleineren Ortschaften Igo, Ono, Beegum, Platina und Bowman, die größte Ortschaft ist Cottonwood am Zusammenfluss mit dem Sacramento River.